# 인비트위너스
《인비트위너스》(영어: The Inbetweeners)는 영국의 시트콤이다.